# Каламбур (тележурнал)
Журнал видеокомиксов «Каламбур» — украинская развлекательная телевизионная передача на русском языке, впервые вышедшая на экранах 12 октября 1996 года на канале ОРТ. С декабря 2000 года до своего закрытия в июне 2001 года передача выходила на РТР. Всего было отснято около 136 оригинальных выпусков.
В 2003—2009 годах повторы выходили на телеканалах ТНТ и ДТВ. В 2012—2014 и 2018—2021 годах с разной периодичностью программы в сокращениях транслировались в эфире Перец (Че). Со 2 декабря 2024 года отреставрированный архив телепрограммы выходит на телеканале НВВ.
Актёрский коллектив программы, состоявший из 5 человек, был образован после слияния комик-трио «Магазин Фу» (Сергей Гладков, Татьяна Иванова и Вадим Набоков) и дуэта «Сладкая жизнь» (Юрий Стыцковский и Алексей Агопьян). Юрий Стыцковский также являлся режиссёром программы.

## История
Участники комик-трио «Магазин Фу» и дуэта «Сладкая жизнь» познакомились на съёмках юмористического телесериала «Маски-шоу». Они решили объединить свои усилия, назвавшись «Фул Хаус». Они начали гастролировать по Украине и России, так как большинство из них были одесситами. По примеру комик-труппы «Маски-шоу» они решили сделать одноимённую юмористическую программу. В 1996 году первые 12 серий журнала видеокомиксов «Фул Хаус» были сняты на базе телекомпании «Приват-TV» в Харькове. Программа была произведена «без заказчика», то есть без рекомендации и пожеланий какого-либо телеканала. Первый сюжет был снят 8 апреля 1996 года в Центральном парке культуры и отдыха им. Горького.
Через некоторое время исполнительный продюсер «Фул Хауса» Ирина Козырь обратилась к своему другу, продюсеру Эдуарду Верхотурову, с предложением стать генеральным продюсером программы. Он принял это предложение, и после нескольких месяцев работы с автором, режиссёром и ведущим Юрием Стыцковским, 5 пилотных (уже готовых к июлю 1996 года) из 12 программ были частично пересняты и перемонтированы, затем два выпуска были показаны продюсеру художественных, развлекательных и просветительных программ ОРТ Сергею Шумакову, после чего программа была переименована в «Каламбур» и продана каналу.
После 1 сезона программа стала сниматься в Одессе, а вместо Верхотурова продюсером шоу стал Юрий Володарский.
С 12 октября 1996 года по 11 сентября 2000 года «Каламбур» выходил на ОРТ. За 4 года там вышло 90 выпусков. Осенью 2000 года на телеканале было принято решение о кардинальном обновлении линейки юмористических передач, и «Каламбур» покинул ОРТ наряду с «Джентльмен-шоу» и «Маски-шоу».
По инициативе Юрия Володарского передача стала выходить на РТР. Контракт с каналом был заключён на год и с 11 декабря 2000 года там вышло около 30—40 выпусков.
В 2001 году решением актёрского состава и продюсера съёмки «Каламбура» были приостановлены, а вскоре проект был закрыт.
В дальнейшем «Каламбур» повторялся на нескольких других российских телеканалах в сокращённом варианте. В 2006 году под видом новых выпусков на канале ДТВ были показаны смонтированные в 2004 году нарезки старых эпизодов «Каламбура» со вкраплениями скетчей из другого продюсерского проекта Володарского, Стыцковского и Верхотурова «Маленькие истории большого города», снятого в 2002 году. Также на канале были показаны дайджесты «Каламбура», снятые в 2001 году.
18 октября 2023 года поздним вечером после тяжёлой продолжительной болезни скончался Сергей Гладков.

## Рубрики

### Наш аперитивчик / Вы написали — Мы сыграли (1996—2000)
Короткий начальный «набросок» программы выходил регулярно в первых двух сезонах. Также в перерывах между основными рубриками разыгрывались сцены с героями из «Деревни дураков» (см. ниже), обыгрывавшими какой-то афоризм. С 1997 года остались только сцены с Морячком и Мужиком. В 1998 году переименовали под названием «Вы написали — мы сыграли». Там экранизировались сцены, сценарий которых, по словам ведущего, был прислан зрителями и отобран авторами (в первых двух сезонах зрители также писали письма).

#### Сенсация любой ценой
Рубрика является частью рубрики «Вы написали — мы сыграли». Истории рассказывают о изобретениях сумасшедшего профессора (Алексей Агопьян) и их невезучем испытателе Максе (Юрий Стыцковский). При одном слове Профессора, что это будет сенсация, Макс на всё соглашается. После каждого провала Макс кричит: «Ну, профессор, я тебя убью!», а профессор говорит: «Над … надо будет поработать».

#### Кто там?
События историй этой рубрики развиваются в доме, на лестничных площадках. Наиболее запоминающийся герой — Альфред Робинович (Алексей Агопьян). В рубрике экранизируются разные анекдоты. В некоторых выпусках появляются жена Робиновича (Юрий Стыцковский) и его сын (Сергей Гладков). Также иногда появляется Лёнчик (Юрий Стыцковский) с какой-либо новостью.

#### Чёрное в белом
Врачебный «чёрный» юмор, обыгрывающий зацикленность врачей на работе (хирург вечно хочет кому-нибудь что-нибудь отрезать, сексопатолог зациклен на сексе) либо неудачливость врачей («Операция прошла успешно, и теперь мы точно знаем, от какой болезни вас нужно лечить», потерявший слух пациент после «полностью восстановленных барабанных перепонок» и т. п.). Роли:
- Психоаналитик и хирург — Юрий Стыцковский
- Отоларинголог и пациент окулиста — Вадим Набоков
- Пациентка хирурга и сексопатолога — Татьяна Иванова
- Терапевт, сексопатолог, окулист и муж-кавказец пациентки — Алексей Агопьян
- Пациентка с собачкой — Сергей Гладков

#### Шахтёры
Истории, события которых развиваются в шахте. Обычно всё происходит наподобие рубрики «Крутое пике» 12 выпуска:  Петрович (Алексей Агопьян) сообщает Василичу (Вадим Набоков) какую-нибудь новость, а тот в ответ говорит, что «это хорошо» или «это плохо». Разговоры очень затянуты.

### Под звуком «Пи» (1996)
Название заимствовано у научно-популярной передачи «Под знаком пи», однако сама рубрика является пародией на ток-шоу. Главные герои — ведущий (Юрий Стыцковский) и его гости, в зале также сидят зрители. В каждом выпуске одно ключевое слово маскируется звуком «пи», отчего реплики участников становятся весьма двусмысленными. В конце сообщается, о чём на самом деле шла речь.

### Бар «Каламбур» (1996—2000)
Действие происходит в баре под названием «Каламбур». Сюжеты выполнены в стиле комикса, где все произносимые персонажами фразы изображаются в «пузырьке» изо рта. Основное действие происходит возле стойки бара, где сидит Завсегдатай (Вадим Набоков) и непрерывно пьёт напитки, которые ему наливает Бармен (Алексей Агопьян). Все шутки Завсегдатая касаются алкоголя. В баре также работает Официантка (Татьяна Иванова), очень много болтающая по телефону.
Клиентом бара также является Неудачник (Сергей Гладков), который постоянно что-то ломает, из-за чего вынужден выплачивать материальный ущерб, к тому же у него крайне мало денег, и он заказывает что-то подешевле (иногда денег у него бывает больше, и тогда он заказывает что-нибудь подороже). Иногда нарывается на гнев Повара (Юрий Стыцковский). Так, например, в одной из серий он заказывает себе несколько рюмок водки, и, не заплатив за каждую, несколько раз подряд оказывается вышвырнут из бара Поваром. У него есть подруга, такая же неудачница (Алексей Агопьян), появляющаяся в некоторых сериях. Ещё один постоянный посетитель бара — Рокер (Юрий Стыцковский), который пьёт водку вёдрами и постоянно устраивает погромы, в том числе избивая чаще всего Неудачника, а иногда и Завсегдатая и даже Бармена. Иногда вместо Завсегдатая в баре появляется Мадам-проститутка (Вадим Набоков), которая за любое сказанное вскользь слово обзывает всех «хамами».
Персонажи и их исполнители:
- Бармен / подруга Неудачника / Чёрт — Алексей Агопьян
- Завсегдатай Пьяница / Мадам — Вадим Набоков
- Официантка / Чёрт — Татьяна Иванова
- Неудачник / хозяин бара «Каламбур» — Сергей Гладков
- Рокер / Повар — Юрий Стыцковский

### Крутое пике (1996—1997, 1999―2001)
Пассажирский самолёт «Бройлер-747» терпит крушение над водами Атлантического океана в течение 325 серий. Экипаж лайнера отважно борется за спасение жизней пассажиров.

Скетч пародируюет штампы американских фильмов-катастроф (в том числе из серии «Аэропорт»). Каждая серия начинается с того, что Авиадиспетчер тревожно смотрит на радар, нервно курит, звонит по телефону. В конце концов он вырывает себе клок волос и, увидев это, падает в обморок. Действующие лица:
- Неунывающий и мужественный Командор  — Юрий Стыцковский
- Изобретательный и находчивый второй пилот Дринкинс  — Алексей Агопьян
- Симпатичная и невозмутимая Стюардесса  — Татьяна Иванова
- Хладнокровный и обаятельный радист Морзе — Вадим Набоков
- Несравненная мисс Мурпл в роли мисс Бурпл — Сергей Гладков
- Авиадиспетчер — Сергей Гладков

Все персонажи говорят на английском языке с одноголосым закадровым переводом.
В каждом выпуске Командор запугивает Дринкинса шутками о грядущей катастрофе, издевательски смеясь на камеру со зрителями и доводя Дринкинса до паники и истерики. В перерывах в кабину заходят Стюардесса, предупреждающая о проблемах в пассажирском салоне и говорящая иногда о Мисс Бурпл (сама она появляется только в 26-й серии) и радист Морзе, страдающий заиканием и нервным тиком, передающий радиограмму «с земли» или зовущий Командора к телефону. При этом Командор стёбается над Дринкинсом одним и тем же вопросом: «Кто это?» (изображая амнезию). В 1-м и 2-м сезонах каждая серия заканчивается тем, что Командор спрашивает Дринкинса, сколько осталось серий «до конца», и шутит в духе «Тогда я ещё успею… (сделать то-то и то-то)».
В конце каждой серии после титров идёт надпись «To be continued...» (с англ. — «Продолжение следует...»), в том числе и в последней.
Закадровое озвучивание
| Озвучка           | Сезон             | Первая серия                   | Последняя серия                 |
| ----------------- | ----------------- | ------------------------------ | ------------------------------- |
| Александр Серенко | 1 сезон           | Посадить дерево                | Пристрелить лошадь бортмеханика |
| Александр Серенко | 2 сезон           | Стать раком                    | Распилить гранату               |
| Владимир Антоник  | 4 сезон           | Санитарная зона                | Жизнь после смерти              |
| Неизвестен        | 6 сезон (Часть 1) | Ударять в грязь лицом          | Священник для миссис Бурпл      |
| Юрий Стыцковский  | 6 сезон (Часть 2) | Второй день рождения Дринкинса | Посадка в Лос-Анджелесе         |

### Железный капут (1998)
В начале XX века в военных лабораториях Первого Рейхсмахта разработали суперсекретный танк, обладавший боевой мощью и сверхоружием, намного опередившим свое время. Для того, чтобы испытать танк и при этом раньше времени не разрушить Европу, он был заброшен в Центральную Африку для порабощения непокорных зусулов. Через некоторое время в целях безопасности все, кто знал о существовании этого проекта, были уничтожены, и о танке забыли. Тем не менее, его бесстрашный экипаж в составе командира майора барона фон Швальцкопфа XII, наводчика Ганса Шмульке и простых солдат Дранкеля и Жранкеля не забыли о своей великой миссии и готовы были до конца выполнить свой долг. В анналах истории этот секретный проект остался под названием «Железный капут».— Заставка скетча
Каждый скетч связан с попытками немцев разгромить зусулов, для чего майор постоянно предлагает применить какое-то секретное инновационное оружие. Всякий раз, однако, оружие срабатывает против него же самого (в одной из серий оружие сработало против Шмульке).
В ролях:
- Командир майор барон фон Швальцкопф XII  — Юрий Стыцковский
- Наводчик Ганс Шмульке — Алексей Агопьян
- Рядовой Дранкель — Сергей Гладков
- Рядовой Жранкель — Вадим Набоков
- Зусулы — Алексей Агопьян и Вадим Набоков

Все персонажи говорят на немецком языке с одноголосым закадровым переводом. Большинство действий проходит внутри танка. Выходил вместо «Крутого пике».
Для серий был построен макет несуществовавшего в реальности танка времен Первой мировой войны. Он имел треугольный корпус и орудийную башню цилиндрической формы. По задумке авторов танк должен был обладать исполинскими размерами и фактически являться сухопутным крейсером. При этом, если бы такой танк существовал в реальности, то его экипаж не мог состоять лишь из четырех человек. Для сравнения, первый немецкий серийный танк A7V имел до 18 человек экипажа.    
Закадровое озвучивание
| Озвучка          | Сезон             | Первая серия         | Последняя серия           |
| ---------------- | ----------------- | -------------------- | ------------------------- |
| Дмитрий Матвеев  | 3 сезон (Часть 1) | Боевые слоны         | Пытки Дранкеля и Жранкеля |
| Юрий Стыцковский | 3 сезон (Часть 2) | Взрыв боевой гранаты | Мина-тупица               |

### Деревня дураков (1996—2001)

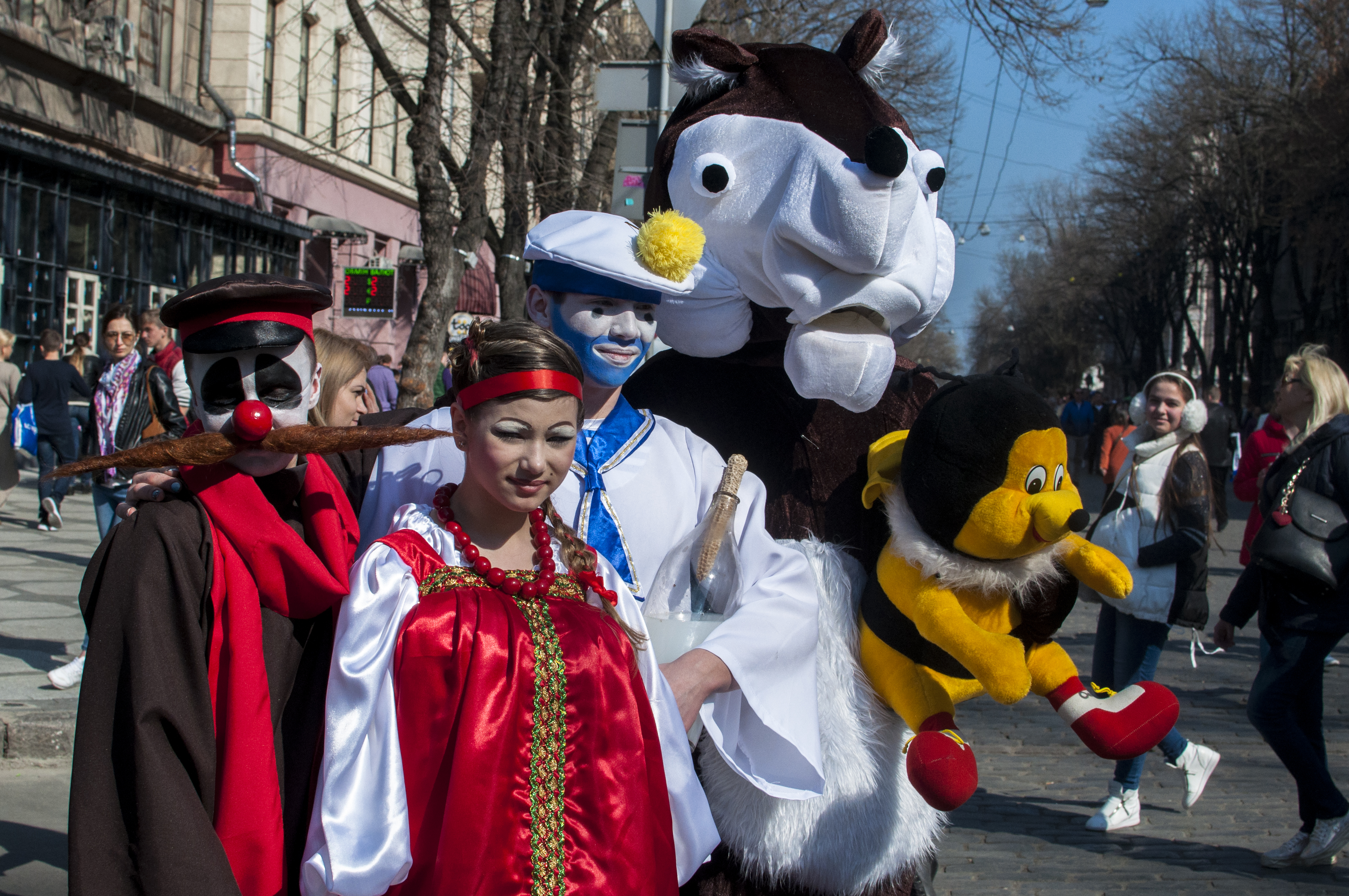
Персонажи «Деревни дураков» на Юморине в Одессе

Сериал обыгрывает популярные мотивы и клише украинского и русского фольклора. Главные герои — сказочная супружеская пара, Мужик и Баба, (или казак, и жена казака) живущие в хате. К ним часто заходит в гости друг Мужика — Морячок-дурачок. Мужик и Морячок обожают выпивку, рыбалку и охоту. Пьют преимущественно самогон (хотя пробовали текилу, водки: Red Bull, Finlandia, Russkaya), рыбу ловят в колодце во дворе хаты на пустой крючок, а охотятся на Медведя — ещё одного «друга семьи», разумного и говорящего персонажа. Затеи Мужика и Морячка всегда не по нраву Бабе, поэтому она очень жестко «строит» весь мужской состав, включая Медведя, при помощи скалки (первые серии) или сковородки (более поздние серии).
Персонажи и их исполнители:
- Мужик / Иностранные версии Мужика / другие роли —  Сергей Гладков
- Баба / Иностранные версии Бабы / Леди Черт из колодца — Татьяна Иванова
- Морячок-дурачок / Иностранная версия Морячка-дурачка — Вадим Набоков
- Медведь Миша — Алексей Агопьян[10][11]

В некоторых выпусках мелькали и другие персонажи: Медведица, Пчела, Жена Морячка (Алексей Агопьян), Рокер из бара «Каламбур» (Юрий Стыцковский), в одном из выпусков даже сыграл самого себя Леонид Якубович.
Все персонажи общаются тарабарщиной, выразительно жестикулируя.
После закрытия «Каламбура» в 2002—2003 годах Сергей Гладков и Вадим Набоков создали 62 минутных мультфильма с участием своих персонажей, которые пытаются спастись с необитаемого острова или Северного полюса.

### Мужские истории (2000—2001)
Истории, происходящие в пивной. Героями являются мужики Василий и Алексей (главные персонажи), Грузин, Интеллигент, Бомж и Официантка (второстепенные персонажи). Обычно Василий и Алексей пьют пиво, расхваливают био-уксус «Балтимор» или обмениваются новостями. Грузин обычно выпендривается перед Василием или они говорят о био-уксусе «Балтимор». Бомж всегда клянчит у Интеллигента денег на пиво. Официантка появляется только в одном выпуске, она пожаловалась на странный вкус Алексея.
Персонажи и их исполнители:
- Василий / интеллигент — Юрий Стыцковский
- Алексей / бомж / грузин — Алексей Агопьян
- Официантка — Татьяна Иванова

### Байки из лазарета
Действия происходят во время Первой мировой войны, в лазарете немецкого военно-полевого лагеря где-то между Льежем и Намюром. Героями рубрики являются Доктор (Юрий Стыцковский), два санитара (Сергей Гладков и Вадим Набоков) и раненые бойцы (Алексей Агопьян и Сергей Гладков). Каждая серия имеет две части: в первой санитары сначала обсуждают последние новости, затем бегут на фронт выносить раненых, круша и ломая все на своем пути; во второй части Доктор вместе с санитарами пытаются оказать медицинскую помощь раненым, однако их попытки всегда заканчиваются неудачей.
Персонажи и их исполнители:
- Доктор — Юрий Стыцковский
- Санитары — Сергей Гладков, Вадим Набоков
- Раненые —  Алексей Агопьян,  Сергей Гладков

### Ведущий и Помощник
В промежутках между сюжетами, а также в начале и в конце программы разыгрываются короткие сцены между Ведущим и Помощником, пародирующие работу ведущего и помощника в редакции. Помощник часто безответственно относится к работе и часто критикует работу Ведущего, а тот, в свою очередь, ругается в адрес Помощника. В пилотных сериях (выходивших ещё под названием «Фул Хаус») вместо Помощника у Ведущего был Гримёр, а действие происходило за кулисами.
Роли исполняют:
- Ведущий — Юрий Стыцковский
- Гримёр (пилотные серии), Помощник (1—2, 5—6 сезоны) — Алексей Агопьян

## Вещание
| Страна/ регион                                  | Годы                   | Телеканал   | Сезон |
| ----------------------------------------------- | ---------------------- | ----------- | --- |
| Россия                                          | 1996—2000              | ОРТ         | 1—5 сезоны |
| Словакия                                        | 1997—2003              | Markíza     | Все сезоны |
| Украина                                         | 1997—1998              | Интер       | 1—3 сезоны |
| Украина                                         | 1998—2004              | СКЭТ        | Все сезоны |
| Украина                                         | 1999—2001              | 1+1         | 5—6 сезоны |
| Россия                                          | 2000—2001              | РТР         | 6 сезон |
| Украина                                         | 2002—2009              | ICTV        | Все сезоны |
| Россия Екатеринбург                             | 2002—2008              | Студия-41   | Все сезоны |
| Россия Ханты-Мансийский автономный округ — Югра | 2002—2007              | Югра        | 5 сезон |
| Россия                                          | 2002—2003              | СТС         | В 2002 году различные рубрики выходили в рамках тележурнала Александра Цекало «Комедийный клуб „Полшестого“», затем только «Деревня дураков» — в межпрограммном пространстве |
| СНГ, Европейский союз                           | 2003                   | НТВ Мир     | Все сезоны |
| Россия                                          | 2003—2004, 2006—2009   | ДТВ         | Все сезоны |
| Россия                                          | 2003                   | REN-TV      | Новогодняя Деревня дураков |
| Россия                                          | 2003—2006              | ТНТ         | Все сезоны, Деревня дураков |
| СНГ                                             | 2008—2009              | Мир         | Деревня дураков |
| Украина                                         | 2009—2010              | ТВі         | Деревня дураков |
| Казахстан                                       | 2003—2004, 2010—2013   | КТК         | Все сезоны, Деревня Дураков |
| Казахстан                                       | 2006—2007              | НТК         | Все сезоны |
| Украина                                         | 2011                   | К1          | Нарезки из предыдущих выпусков |
| Россия                                          | 2012—2014              | Перец       | Нарезки из предыдущих выпусков |
| Россия                                          | 2018—2019, 2020—2021   | Че          | Нарезки из предыдущих сезонов |
| Эстония                                         | 2018—2019              | ETV+        | Нарезки из предыдущих сезонов |
| Россия                                          | 2020—2025              | Gagsnetwork | Бар «Каламбур», Деревня дураков |
| Россия                                          | С 1 июля 2023 года     | НВВ         | Нарезки из предыдущих выпусков |
| Россия                                          | Со 2 декабря 2024 года | НВВ         | Все сезоны |

## Факты
- Пластилиновую заставку к 3-4 сезонам создал режиссёр-аниматор Максим Свиридов[61][62].
- Музыкальная тема из «Деревни дураков» была переработана из английской детской песни «Muffin Man»[63].[неавторитетный источник]